# ベチャロフ湖
ベチャロフ湖（ベチャロフこ、英: Becharof Lake）はアラスカ半島にある長さ60kmの湖。アリューシャン山脈内、エッジグクの南東37kmに位置している。
面積1,170 km2でアラスカ州ではイリアムナ湖に次いで大きな湖である。アメリカ合衆国内では体積では8番目、面積では14番目に大きい。
周辺地域に、ベチャロフ国立野生生物保護区が設置されている。